# Mascana
Mascana (em árabe: مسكنة‎; romaniz.: Maskanah; também grafada Meskene) é uma cidade do norte da Síria, administrativamente parte do distrito de Mambije, na província de Alepo. A cidade localiza-se a 100 km ao sul de Alepo, próximo ao lago Assad, no rio Eufrates. As localidades próximas incluem Dair Hafir, Humaiama Cabira e Tel Aiu ao noroeste e Ataura a sudeste. Segundo censo de 2004 do Departamento Central de Estatísticas (CBS), Mascana tem uma população de 15 477 habitantes.

## História
A cidade de Emar da Idade do Bronze localiza-se alguns quilômetros ao norte da cidade moderna. A menção mais antigo a Mascana ocorre através de Estêvão de Bizâncio que menciona-a no contexto das campanhas de Sétimo Severo (r. 193–211) contra o Império Parta.
Após a conquista muçulmana da Síria, a cidade foi suplantada pela vizinha Balis. A região esteve sob controle dos governantes de Alepo até o século XI, quando os atabegues de Moçul começaram a reivindicar mais controle. A área foi devastada pelas invasões mongóis nos séculos XIII ou XIV. Em 1210, durante o governo aiúbida, o Minarete Aladil foi construído. Uma estrutura de tijolos, foi construído em estilo arquitetônico persa. Ele foi restaurado durante o governo de Hafez al-Assad (1970–2000) e é um dos últimos resquícios arquitetônicos históricos na cidade.
Durante o período otomano, a área foi principalmente habitada por tribos nômades. Em 1838, Mascana foi classificada como uma vila arruinada (khirba) pelo estudioso bíblico Eli Smith. As terras cultiváveis do vilaiete de Alepo, incluindo Mascana, foram confiscadas em 1876 pelo sultão Abdulamide II (r. 1876–1909) como sua propriedade. As terras foram depois devolvidas ao Estado como propriedade pública.
Em 1915, a cidade foi visitada pelos orientalista Alois Musil e ele menciona a cidade como tendo quarteis, um caravançarai e a residência do chefe do serviço telegráfico. Durante o Mandato Francês da Síria, a cidade foi sede dum qadaa e serviu como centro para produção de leite e comércio de gado. Em 1945, a vila tinha 430 habitantes.

## Tribos
A tribo pré-islâmica Hadidim é atestada na região de Mascana através de uma tumba Xeique Hadide, um ancestral venerado da tribo. Após a conquista muçulmana, a área foi continuamente habitada pelas tribos Aniza e Banu Becre. Nos séculos XVII e XVIII, a região presenciou outra onda de migração dos Aniza. Atualmente a região é principalmente habitada pelas tribos Aniza e Xamar.

## Geografia
A cidade localiza-se na margem esquerda do Eufrates na área onde o rio vira-se para leste devido ao terreno Pleistoceno. A distância da cidade para o rio varia ao longo dos anos devido a mudanças no leito do rio. Mascana situa-se na fronteira entre o deserto da Síria ao sul e a fértil planície de Mambije a norte.